# Segona Divisió belga de futbol
La Segona Divisió belga de futbol és una competició de lliga per a equips de futbol, sent la segona divisió més alta del futbol de Bèlgica. Va ser fundada el 1905.

## Història
La Segona divisió va ser creada el 1905 com la Promoció. El 1923 hi havia dues lligues en aquesta divisió (anomenades Promoció A i Promoció B). El 1926, el sistema va canviar a una sola lliga (14 clubs) i va canviar de nom a Division I. Al final de la temporada 1930-31, la Division I es va dividir en dues lligues (de 14 clubs cadascuna). Els dos últims equips de cada lliga eren relegats i els dos primers ascendien a la Primera Divisió. El 1952, la lliga va ser redenominada com a Division II amb 16 equips (una lliga). Els primers dos equips es classificaven per a la primera divisió. Finalment, el 1994, la segona divisió la van jugar entre 18 clubs. Una victòria val tres punts des de la temporada 1993-94.